# NEE-01 Pegaso
NEE-01 Pegaso — перший еквадорський супутник, запущений у космос. Цей наносупутник класу CubeSat був створений Еквадорським цивільним космічним агентством і слугував для демонстрації технологій. Він містив подвійну камеру видимого та інфрачервоного діапазону, яка дозволяла космічному апарату робити фотографії та передавати відео з космосу.

## Будівництво та запуск
Після завершення наземної станції HERMES-A у квітні 2010 року Еквадорське цивільне космічне агентство (EXA) дозволило будівництво першого еквадорського супутника. На проєкт було накладено низку обмежень і вимог: EXA відповідало виключно за дизайн космічного корабля та технологічні дослідження, усе будівництво мало відбуватися в Еквадорі, проєкт мав бути спрямованим у майбутнє та призвести до технологічного прориву, а його місія мала бути освітньою за своєю природою. Готовий Pegaso був представлений громадськості 4 квітня 2011 року. Усі розробки та будівництво супутника виконувалися еквадорським персоналом на загальну суму US$30,000. Фінансування послуг з випробувань і запуску було забезпечено Міністерством оборони Еквадору.
Хоча спочатку планувалося, що супутник буде виведений на орбіту російською ракетою «Дніпро» українського виробництва, затримки з ракетою змусили EXA перенести запуск супутника в Китай. Зрештою Pegaso був запущений як допоміжний корисний вантаж на борту китайського Long March 2D з Центру запуску супутників Цзюцюань 26 квітня 2013 року, о 04:13 UTC. Він вийшов на еліптичну орбіту навколо Землі приблизно з максимальною висотою 900 км і мінімальною висотою 600 км.

## Місія та системи космічних кораблів
Основною задачею Pegaso була робота в космосі та передача телеметричних даних з космічного корабля протягом принаймні одного року. Космічний апарат призначався для тестування різних бортових систем і технологій, а також служив навчальним інструментом для школярів і студентів.

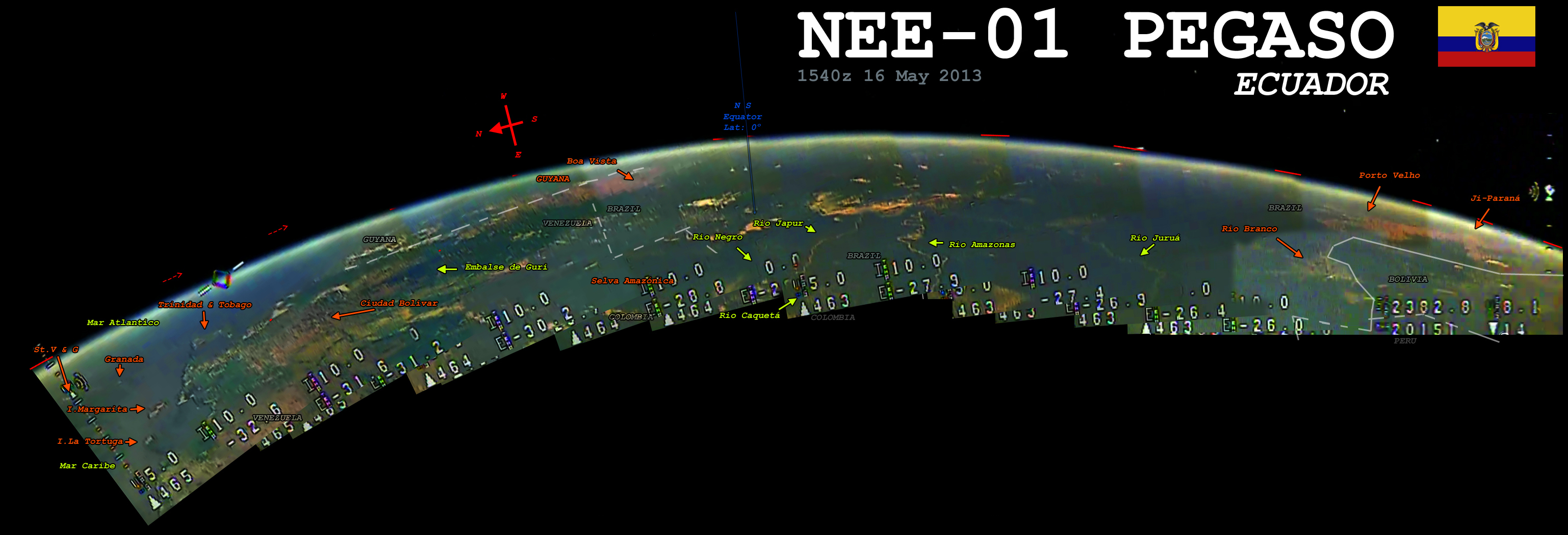
Мозаїка із першого опублікованого відео Pegaso

Основним інструментом супутника є HD-камера на 720 рядків, надана EarthCam, здатна працювати як у видимому, так і в інфрачервоному світлі. Її відео разом із телеметрією та іншими даними транслювалося з космічного корабля на наземну станцію HERMES-A через телевізійний передавач потужністю 3 Вт. Це дозволяло громадськості переглядати в прямому ефірі відео Землі з орбіти та давало дослідникам можливість шукати навколоземні об'єкти.
Для захисту від шкідливих факторів навколишнього середовища Pegaso використовував багатошарову полімерну плівку SEAM (Space Environment Attenuation Manifold), розроблену для блокування альфа- та бета-частинок, рентгенівського й гамма-випромінювання та тепла. Ізоляція додатково надає космічному апарату певний захист від електромагнітних імпульсів і плазмових розрядів, а також дозволяє Pegaso зберігати тепло під час орбітальної ночі. Подальший термоконтроль досягається за допомогою тонкого шару вуглецевих нанотрубок, накладених на тепловідбивну поверхню, що допомагає вирівнювати температуру по всьому космічному апарату.
Сонячні батареї космічного корабля мають товщину 1,5 мм. Вони містять 57 сонячних елементів і здатні генерувати 14,25 ват, живлячи 32 бортових акумуляторів ємністю 900 мА·год, які можуть видавати до 101 Вт. Система розгортання сонячних батарей і антени використовувала ефект пам'яті металів і пасивно активувалась сонячним випромінюванням, що дозволяло плавне їх розгортання та лише невеликі збурення під час руху апарату.
Для пасивного контролю положення Pegaso використовує серію магнітів та інерційно-магнітних амортизаторів для орієнтації однієї осі вздовж магнітного поля Землі.

## Зіткнення з уламками

### Втрата супутника
Супутник працював нормально до 23 травня 2013 року. Приблизно о 05:38 год UTC, Pegaso пройшов дуже близько до відпрацьованого верхнього ступеня ракети Циклон-3 1985 року над Індійським океаном. Хоча прямого зіткнення між супутником і ракетним блоком не було, Pegaso, ймовірно, під час проходження через хмару уламків навколо ступеня Циклон зазнав удару по дотичній від одного з маленьких шматків. Після інциденту виявилося, що супутник швидко обертається навколо двох своїх осей і не може зв'язатися з наземною станцією. Після невдалих спроб відновити контроль над Pegaso, 28 серпня 2013 року EXA та уряд Еквадору прийняли рішення оголосити супутник втраченим.

### Відновлення зв'язку
25 січня 2014 року EXA відновила аудіосигнал від Pegaso під час першої публічної передачі від другого еквадорського супутника NEE-02 Krysaor, підтвердивши, що Pegaso пережив зіткнення з уламками Циклону та працював. EXA встановило мініатюрний ретранслятор під назвою PERSEUS на борту Krysaor і використало його для відновлення сигналу Pegaso.